# ラン・ツヴァイゲンバーグ
ラン・ツヴァイゲンバーグ（英: Ran Zwigenberg、1976年 - ）は、アメリカ合衆国の歴史学者。ペンシルベニア州立大学准教授。

## 略歴
1976年、イスラエル生まれ。ニューヨーク市立大学大学院センターにて博士号（歴史学）取得。博士論文の研究にもとづく著作Hiroshima: The Origins of Global Memory Culture（Cambridge University Press, 2014. 邦訳は『ヒロシマ──グローバルな記憶文化の形成』）により、米国アジア研究協会のジョン・ホイットニー・ホール著作賞を受賞。

## 著書
・『ヒロシマ──グローバルな記憶文化の形成』若尾祐司・西井麻里奈・髙橋優子・竹本真希子訳、名古屋大学出版会、2020年